# Олександр Койре
Олександр Койре (спочатку — Олександр Вольфович Койра, фр. Alexandre Koyré; 29 серпня 1892, Таганрог, Російська імперія — 28 квітня 1964, Париж, Франція) — французький філософ єврейського походження, історик науки і філософії.

## Біографія
Олександр Вольфович Койре (Койра) народився в 1892 році в Таганрозі в єврейській купецькій сім'ї з Одеси. У 1884 році його батько, Вольф Меєрович (Володимир Маркович) Койра (1855—1908), перебрався з Одеси до Ростова-на-Дону, де відкрив власну справу. Вже на початку 1900-х років Вольф Койре очолив Російське товариство колоніальної торгівлі в Ростові, яке займалося імпортом чайної, бакалійної продукції, з філіями в Одесі, Нижньому Новгороді, Санкт-Петербурзі та інших містах. У Таганрозі мати філософа Катерина Давидовна Левіна (1860—1940, також родом з Одеси) гостювала у сестри і незабаром після пологів вона разом з новонародженим сином повернулася в Ростов.
В сім'ї Койре було четверо дітей — сини Михайло (англ. Michel Koyre, 1887—1962) і Георгій (англ. Georges Koyre, 1899—1944), дочка Джульєтта (англ. Juliette Koyre, в шлюбі Булатович; 1906—1990).
Середню освіту Олександр Койре здобув у гімназіях Тифлісу і Ростова-на-Дону. В листопаді 1907 року був заарештований в Ростові в приміщенні друкарні за підозрою в участі в діяльності місцевого відділення партії соціалістів-революціонерів; звільнений під заставу через три тижні. Проходив по частині 1 статті 126 Кримінального кодексу і перебував під зовнішнім наглядом поліції. По цій же справі разом з Койре проходив майбутній соціолог Георгій Ґурвіч, а також майбутній поет Оскар Лещинський. 23 квітня 1908 року він був повторно заарештований і висланий за межі Київського Градоначальства. Разом з матір'ю, Катериною Левіною, оселився у родичів в Одесі. 8 травня 1909 року справу Койре було розглянуто виїзною сесією Одеського військового суду в Новочеркаську, з винесенням виправдувального ув'язнення «за недоведеності обвинувачення». У всіх судових документах 1908 року майбутній філософ фігурує під ім'ям «Олександр Вольфович Койра», на прізвище Койра заведена особиста картка в каталозі Департаменту поліції, в запиті з канцелярії Херсонського Губернатора про політичну благонадійність студента Паризького університету Олександра Вольфовича Койра (1913) також фігурує такий запис прізвища.
У 1909 році переїхав до Геттінгена, де протягом трьох років, зокрема, слухав курс з філософії засновника феноменології Едмунда Гуссерля і лекції Давила Гільберта з математики. Для завершення освіти переїхав до Парижа, де його застав початок першої світової війни. Волонтером вступив до рядів Іноземного легіону, потім перейшов до російського полку і до осені 1917 року воював на південно-західному фронті Російської імперії.
Після закінчення війни повернувся до Парижу, де у нього вже склалися міцні зв'язки в академічному середовищі. З 1924 року Койре читає курс лекцій у Практичній школі вищих досліджень, спочатку доцентом, а пізніше «директора досліджень». Докторська дисертація присвячена дослідженню творчості німецького філософа-містика Беме (1929). Активно бере участь у міжнародному науковому житті, багато публікується, часто виступає в Парижі і поза ним як з окремими лекціями, так і з цілими курсами. Зокрема, з 1934 по 1940 рік кілька разів відвідує Каїрський університет запрошеним професором.
Початок Другої світової війни застав Койре в Каїрі. У 1940 році ненадовго повертається до Парижа, після чого з дружиною майже відразу виїжджає в Каїр, де під час візиту де Голля, який очолював рух Опору, отримує важливу дипломатичну місію, для виконання якої їде в США. Місія була виконана успішно, і в 1942 році в Лондоні Койре знову зустрічається з де Голлем. Разом з тим, за час перебування в США активно включився у наукове життя Америки, працюючи у Вільній школі вищих досліджень, організованій емігрантами з Франції і Бельгії, а також в американській Новій школі соціальних досліджень. Крім того, постійно виступає з численними доповідями з історії філософії та науки у різних навчальних закладах країни.
Після закінчення Другої світової війни продовжив роботу в паризькій Практичній школі вищих досліджень, а потім очолив французький Центр досліджень з історії науки і техніки. У 1956 році одночасно отримав призначення в Інституті вищих досліджень у Принстоні й з того часу почергово проводив по шість місяців у Парижі та в Принстоні, де був звільнений від виконання будь-яких адміністративних функцій. У тому ж 1956 році займає посаду неодмінного секретаря Міжнародної академії історії науки. У 1961 році через хворобу залишив цей пост, а в 1962 році припинив поїздки до Принстона.
Помер в 1964 році. В пам'ять про Койре його ім'ям названа медаль «За видатні наукові роботи з історії науки», яка щорічно вручається Міжнародною академією історії науки.

## Основні праці
Перші серйозні роботи присвячені історії філософської та релігійної думки. Перше його самостійне дослідження було присвячено ідеї Бога у св. Ансельма, але опубліковано воно було лише в 1923 році, через рік після публікації його дипломної роботи про ідеї Бога у Рене Декарта. В цьому тексті Койре намагається показати залежність французького філософа від середньовічної схоластики, і тим самим зруйнувати традиційний спосіб Декарта. У 1920-ті роки Койре продовжує займатися історією філософської думки, вивчає витоки німецької метафізики, пише серію робіт, присвячених російським філософам Івану Киреєвському, Олександру Герцену, Петру Чаадаеву, а також історії поширення ідей Георга Гегеля в Росії.
На початку 1930-х років коло інтересів Койре переміщається в галузь дослідження історії науки. Особливу увагу він приділяє дослідженню історії розвитку наукових і філософських концепцій Нового часу, взаємозв'язку науки і філософії, зокрема, його перу належать численні статті з історії теоретичної механіки і космології.
Широку популярність отримала книга Койре «Від замкнутого світу до нескінченної всесвіту» («From the closed world to the infinite universe»), яка вийшла у 1957 році в США, присвячена історії розвитку космології в XVI—XVII століттях, а також примітна велика монографія «Революція в астрономії: Коперник, Кеплер, Бореллі» («La Revolution astronomique: Copernic, Kepler, Borelli»), що вийшла у Франції в 1961 році.

## Родина
- Дружина — Дора Наумівна Койре (уроджена Рейберман, 1889—?)[10].
- Сестра — Жюльєт Койре, була одружена з Ростиславом Федоровичем Булатовичем (1906, Одеса — 1945, Париж), членом-засновником і секретарем масонської ложі «Гамаюн», секретарем лож «Друзі любомудра», «Лотос», «Північне сяйво»[11]. Її другий чоловік Максиміліан Зунделевич (Maximilien Sundeliowitz, 1903—1943) був депортований з Парижа і загинув в концтаборі[12].
- Дядько — Юдко Меєрович (Юлій Маркович) Койре (1872—1900), присяжний повірений в Одесі, випускник юридичного факультету Новоросійського університету.[13]
- Тітка Марія Марківна Рейберман (уроджена Койре), що була одружена з фінансистом, зайнятим у зерноторгівлі купцем, членом Одеського біржового комітету Нахманом Гершевичем (Наумом Григоровичем) Рейберманом (?-1923); з їх донькою Дорою (своєю двоюрідною сестрою) був одружений Олександр Койре, з їх донькою Фредерикою — його старший брат Мішель Койре[14].

## Публікації
- Койре А. Рецензія: H. Bergson, Le Temps et la duree, 2e ed., Paris, 1922 // Версти. 1926. № 1. С. 234-37.
- Койре А. Трагедія розуму (філософія Е. Мейерсона) // Ланка. 11.07.1926. № 180. C. 2-4, 11-12.
- Койре А. Рецензія: É. Meyerson La déduction rélativiste. P., 1925 // Версти. 1927. № 2. C. 269-74.
- Койре А. Нариси історії філософської думки: Про вплив філософських концепцій на розвиток наукових теорій / пер. з фр. Я. А. Ляткера, заг. ред. авт. предисл. А. П. Юшкевич, авт. послесл. В. С. Черняк. — М : Прогрес, 1985. 286 с.
- Койре А. Напрям досліджень і проекти навчання, представлені Олександром Койре зборам професорів Колеж де Франс // Питання історії природознавства і техніки. 1992. No 4.
- Койре А. Містики, спіритуалісти, алхіміки Німеччині XVI століття. — Долгопрудний: Алегро-Прес, 1994.
- Койре А. Філософи і машина // Вісник РХД. 1995. № 172 (III).
- Койре А. Філософська еволюція Мартіна Гайдеггера / пер. О. Назарової та А. Козирєва // Логос. 1999. No 10. С. 113—136.
- Койре А. Від замкнутого світу до нескінченного всесвіту. — М: Логос, 2001.
- Койре А. Нариси історії філософської думки. Про вплив філософських концепцій на розвиток наукових теорій / пер. з фр. Я. Ляткера. 2-е вид. — М.: Едиториал УРСС, 2003.
- Койре А. Філософія і національна проблема в Росії початку XIX століття / пер. з фр. А. М. Руткевича. — М.: Модест Колеров, 2003.
- Койре А. Роздуми про брехні / пер. з фр. С. С. Шолоховой під ред. А. В. Ямпільської // Щорічник феноменологічної філософії. 2013. — М.: РДГУ.